# Andrzej Tęczyński (zm. 1588)
Andrzej Tęczyński herbu Topór (ur. ok. 1510, zm. 22 maja 1588) – magnat polski, wojewoda krakowski w latach 1581–1588, wojewoda bełski w 1574 roku, kasztelan bełski w 1569 roku, starosta hrubieszowski, starosta zatorski w latach 1582–1588, starosta oświęcimski w latach 1577–1583.

## Życiorys
Studiował na Uniwersytecie w Ingolstadt w 1564 roku. Jako przedstawiciel Korony Królestwa Polskiego podpisał akt unii lubelskiej 1569 roku. Był kasztelanem bełskim, później zaś kolejno wojewodą bełskim (od 1574) i krakowskim (od 1582). Dzierżył starostwa: zatorskie, oświęcimskie i hrubieszowskie. W 1573 roku potwierdził elekcję Henryka III Walezego na króla Polski. W czasie bezkrólewia 1575 roku, po ucieczce Henryka Walezego z Polski był kandydatem szlacheckim do korony, jednak nie uzyskał poparcia Senatu. W 1575 roku w czasie wolnej elekcji głosował na cesarza Maksymiliana II Habsburga. Na zjeździe w Jędrzejowie w 1576 roku potwierdził wybór Stefana Batorego na króla Polski. Był marszałkiem sejmiku kapturowego województwa krakowskiego w 1586 roku. Był członkiem konfederacji generalnej zawiązanej 7 marca 1587 roku. Podpisał pacta conventa Zygmunta III Wazy w 1587 roku. W 1587 roku podpisał reces, sankcjonujący wybór Zygmunta III Wazy. Brał udział w walkach z wojskami austriackimi osłaniając Kraków. Po jego śmierci ciało zostało sprowadzone z Zatora niedaleko Krakowa do Końskowoli, gdzie spoczywa w jednej z krypt kościoła farnego.

## Rodzina i życie prywatne
Syn Andrzeja Tęczyńskiego, kasztelana krakowskiego i Anny Ożarowskiej. Był młodszym (przyrodnim) bratem Jadwigi i starszym (rodzonym) bratem Jana, Zofii i Anny. W 1569 poślubił Zofię Dembowską, z którą miał trzech synów oraz cztery córki:
- Gabriel (1572–1617), miecznik koronny i wojewoda lubelski,
- Andrzej (1576–1613), kasztelan bełski,
- Agnieszka Tęczyńska (1578–1644), żona Mikołaja Firleja,
- Jan (ok. 1581–1637), wojewoda krakowski,
- Zofia (zm. 1620), żona Jana Gostomskiego, wojewody kaliskiego
- Katarzyna (1581–1648)[12], żona Marka Sobieskiego.
- Izabela (ur. ok. 1585–zm. 1648)[13]